# 赫龍洛
赫龍洛（荷兰语：Groenlo）是荷蘭的城鎮，位於該國東部，由海爾德蘭省負責管轄，毗鄰與德國接壤的邊境，面積9.41平方公里，始建於七世紀初期，2007年人口10,062。
52°03′N 6°37′E / 52.050°N 6.617°E